# Liste der deutschen Botschafter in Südafrika
Die Liste der deutschen Botschafter in Südafrika enthält alle Geschäftsträger des Deutschen Reichs und der Bundesrepublik Deutschland in Südafrika. Ein Botschafter als Geschäftsträger wurde erstmals 1955 entsandt, vorher Generalkonsuln, außerordentliche Gesandte oder bevollmächtigte Minister. Der Botschafter hat auch die Zuständigkeit für Eswatini (ehemals Swasiland) und Lesotho. Aktueller Sitz der Botschaft ist in Pretoria. Vor 1928 war der Sitz des Generalkonsulats Kapstadt.

## Deutsches Reich
| Name                              | Amtszeit  | Anmerkungen                    |
| --------------------------------- | --------- | ------------------------------ |
| Ernst Bieber                      | 1885–1888 |                                |
| Ernst Heinrich von Treskow        | 1889–1895 |                                |
| Bruno von Schuckmann              | 1895–1899 |                                |
| Heinrich Johann Focke             | 1899–1901 |                                |
| Friedrich von Lindequist          | 1901–1905 |                                |
| Hans Paul von Humboldt-Dachroeden | 1905–1914 |                                |
| Alex Bernhard Tigges              | 1928–1929 |                                |
| Paul Roh                          | 1929–1933 | Generalkonsul 1. Klasse        |
| Friedrich Wilhelm von Keßler      | 1931–1933 | Generalkonsul, Geschäftsträger |
| Emil Wiehl                        | 1933–1937 |                                |
| Rudolf Leitner                    | 1937–1939 |                                |

## Bundesrepublik Deutschland
| Name                       | Amtszeit  | Anmerkungen                                          |
| -------------------------- | --------- | ---------------------------------------------------- |
| Rudolf Holzhausen          | 1951–1954 | 1951 Generalkonsul, 1952 Gesandter, 1954 Botschafter |
| Gustav Strohm              | 1955–1957 |                                                      |
| Hans Ulrich Granow         | 1958–1961 |                                                      |
| Karl Overbeck              | 1961–1963 |                                                      |
| Werner Junker              | 1963–1967 |                                                      |
| Gustav Adolf Sonnenhol     | 1968–1971 |                                                      |
| Erich Strätling            | 1971–1976 |                                                      |
| Hans-Joachim Eick          | 1976–1980 |                                                      |
| Ekkehard Eickhoff          | 1980–1983 |                                                      |
| Carl Lahusen               | 1985–1986 |                                                      |
| Fritz Ziefer               | 1987      | Botschaftsrat, Geschäftsträger                       |
| Immo Stabreit              | 1987–1992 |                                                      |
| Hans-Christian Ueberschaer | 1992–1995 |                                                      |
| Uwe Kaestner               | 1995–1998 |                                                      |
| Harald Ganns               | 1998–2000 |                                                      |
| Anna-Margareta Peters      | 2000–2003 |                                                      |
| Harro Adt                  | 2004–2007 |                                                      |
| Dieter W. Haller           | 2007–2011 |                                                      |
| Horst Freitag              | 2011–2015 |                                                      |
| Walter Johannes Lindner    | 2015–2017 |                                                      |
| Martin Schäfer             | 2017–2021 |                                                      |
| Andreas Peschke            | seit 2021 |                                                      |